# Sângeorz-Băi
Sângeorz-Băi é uma cidade da Romênia com 10.702 habitantes, localizada no distrito de Bistrița-Năsăud.